# Traité anglo-néerlandais de 1814

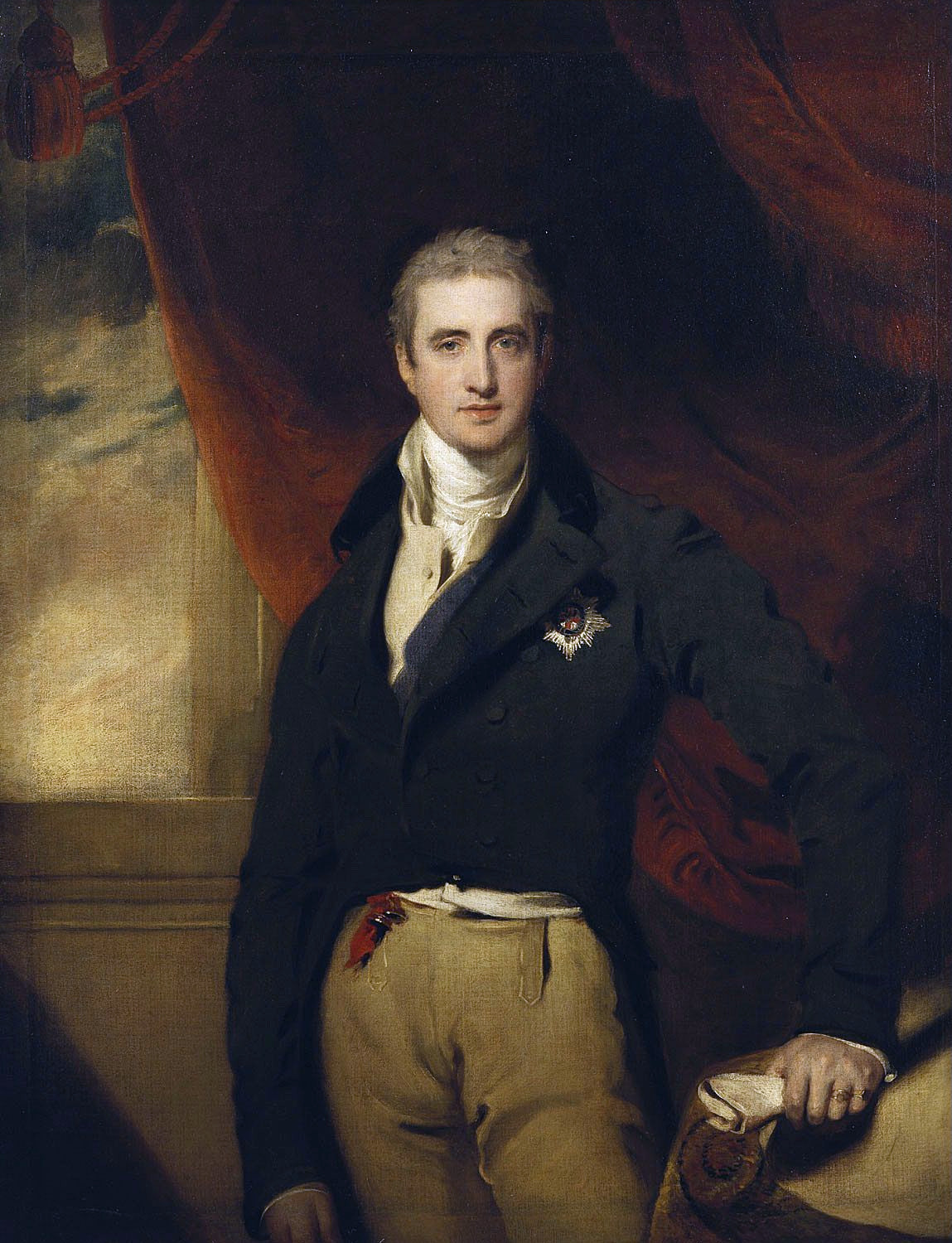
Portrait de Robert Stewart, vicomte Castlereagh, plus tard 2e marquis de Londonderry.

Le Traité anglo-néerlandais de 1814 est un traité signé entre les Pays-Bas unis et le Royaume-Uni le 13 août 1814 à Londres ; il a été signé par Robert Stewart, vicomte Castlereagh, au nom des Britanniques, et le diplomate Hendrik Fagel au nom des Néerlandais.
Par ce traité, les Anglais rendaient aux Néerlandais leurs possessions coloniales en Afrique, en Amérique et en Asie, telles qu'elles étaient avant le commencement des guerres napoléoniennes, à l'exception du Cap de Bonne-Espérance et des établissements sud-américains de Berbice, Démérara et Essequibo, où les Néerlandais conservaient des droits commerciaux.
En outre, les Anglais cédaient l'île de Bangka en échange de l'établissement de Cochin et dépendances sur la côte de Malabar en Inde. Les Néerlandais cédaient le district de Bernagore près de Calcutta en échange d'un droit annuel.
Les deux parties s'entendaient également sur une amélioration de la défense des Pays-Bas.
Les Anglais acceptaient par ailleurs de payer un million de livres à la Suède en compensation de revendications sur la Guadeloupe.
Les différends nés de l'application de ce traité amèneront à la signature d'un autre traité, le traité de Londres de 1824.